# Уголовное право в Канаде
В Канаде уголо́вное пра́во — отрасль права, следующая принципам common law и на которую распространяются исключительные законодательные полномочия Парламента Канады по параграфу 91.27 Конституционного акта 1867. Этот же параграф признаёт за федеральным Парламентом полномочия на судопроизводство по уголовным делам.
Большинство уголовных законов систематизировано в Уголовном кодексе Канады, законе, регламентирующем установленные лекарственные средства и другие вещества, законе о системе правосудия по уголовным делам на подростков, законе об огнестрельном оружии, а также в ряде других взаимодополняющих законов.
Лишь в компетенции провинций находится управление системой правосудия, что даёт провинциям возможность применять законы и судебные преследования. Так как управление правосудием относится к провинциальной юрисдикции, каждая провинция имеет свою собственную правовую систему. К тому же в провинциях и территориях, где федеральная полиция не имеет договорных отношений с провинциальным правительством, большинство уголовных законов вводятся в действие провинциальными и муниципальными полицейскими корпусами. Наряду с этим сами провинциальные законодательные органы могут совершать чуть ли не уголовные преступления. Они рассматриваются по тем же характерным признакам, что и уголовные преступления, но, таким образом, не могут определяться как компетенция законодательных органов (напр., определённые преступления в сфере провинциального налогового законодательства или законодательства о ценных бумагах). Следовательно, они так же бесчестны, как и уголовные преступления, но на их исполнителей не могут налагаться те же меры наказания.

## Судебное преследование
Отдельный человек может преследоваться за любое уголовное правонарушение, обозначенное в Уголовном кодексе или в любых других законах, перечисляющих уголовные правонарушения. На конституционном уровне рассматривается состав компетенции законодательных органов, и уголовные правонарушения определяются Верховным судом Канады, в частности, в примечании о маргарине 1949 и в примечании, касающемся Закона об огнестрельном оружии 2000.
В канадском уголовном праве преступления разделяются на две различные категории по степени присваиваемой правонарушению тяжести. Так, в самых серьёзных случаях говорят о преступном деянии, тогда как в случаях низшей степени тяжести говорят о преступлении, преследуемом в порядке суммарного производства.
В случае с преступными деяниями преследование начинается путём предания суду присяжных в конце первоначального дознания, когда обвинительный акт, в котором изложены все пункты обвинения, представляется суду на предварительном слушании. Примеры преступлений, всегда попадающих в эту категорию, включают, среди прочего, убийство, квалифицированную кражу и проникновение со взломом в частный жилой дом. Эти виды преступлений порождают меры наказания, варьирующие от полного освобождения от наказания до пожизненного тюремного заключения без возможности условно-досрочного освобождения ранее чем через 25 лет.
Что касается наказуемых преступлений при чистосердечном признании по суммарному производству, то судебный процесс может осуществляться без суда присяжных. Этот вид правонарушения, если иное не предусмотрено законом, подлежит штрафу до 2 000,00$ или тюремному заключению сроком до шести месяцев на основании статьи 787 Уголовного кодекса. Примеры преступлений, всегда попадающих в эту категорию, включают, среди прочего, ночное вторжение в частную собственность без правомерного основания, проституцию и использование транспортного средства без разрешения его собственника.
Вместе с тем определённые уголовные преступления подлежат определению и являются, стало быть, гибридными преступлениями. В этих ситуациях генеральный прокурор или его заменители (прокуроры по уголовному преследованию в Квебеке и прокуроры Короны в остальной Канаде) решают вопрос о преступной категории, по которой они начнут преследование в судах в упрощённом порядке или путём предания суду присяжных. Между тем, пока государство не сделает свой выбор, правонарушение рассматривается судом присяжных. Этот зависящий от личного усмотрения выбор может иметь различные основания, к которым относятся относительная тяжесть правонарушения, прежняя деятельность и вероятность рецидива, но на него в большой степени влияют также средства доказывания в распоряжении у преследования. Примеры преступлений, всегда попадающих в эту категорию, включают опасное вождение без телесных повреждений, публичное подстрекательство к розни и развращение нравственности. Применимые меры наказания различаются по видам преступлений и по выбранному виду преследования.
Когда применимые меры наказания точно не определены, они всё-таки применяются по фундаментальному принципу пропорциональности, связанной с тяжестью правонарушения и степенью ответственности правонарушителя, а также на основании принципов назначения наказания и любых других норм, перечисленных в части XXIII Уголовного кодекса.
В большинстве ситуаций, требующих предания суду присяжных, обвиняемый может выбрать суд, в котором будет проводиться его судебный процесс: или провинциальный, или высший суд с судом присяжных или без него. В случаях, перечисленных в статье 553 Уголовного кодекса, обвиняемый, между тем, не может выбирать суд, и его дело должно рассматриваться судьёй провинциального суда без суда присяжных. За преступления, перечисленные в статье 469, судебный процесс, напротив, должен проводиться в высшем суде с судом присяжных, если только обвиняемый и прокурор, прикреплённый к делу, не согласятся в том, чтобы судебный процесс проводился без суда присяжных.

## Признаки правонарушения
Чтобы на обвиняемого была возложена уголовная ответственность, доказательство уголовного правонарушения должно свидетельствовать о двух основных признаках: противоправном действии (actus reus) и преступном умысле (mens rea),— если только не имеет место объективная ответственность. В последнем случае требуется лишь противоправное действие. В других случаях стечение обстоятельств между противоправным действием и преступным умыслом также должно быть доказано.
Специфические признаки каждого правонарушения приводятся в нормах закона, а также в прецедентах, созданных юриспруденцией. Объективные элементы, составляющие противоправное действие (actus reus), обычно состоят из действия, обстоятельств, в которых это действие было осуществлено, а также последствий, проистекающих от него. Государство должно доказать все эти признаки, так, чтобы никаких разумных сомнений не оставалось.
Признаки, которые должны быть доказаны для признания правонарушения уголовным, включают также каузальность, преступный умысел, дерзость, преступную небрежность, бездействие, ответственность за вред, причинённый действиями третьего лица, и ответственность юридических лиц.
Вместе с тем незнание закона не является оправданием (Ignorantia juris non excusat).
Преступный умысел (mens rea) обвиняемого обычно определяется буквальным использованием норм закона или прецедентов юриспруденции. Когда не определён ни один стандарт, доказательство должно свидетельствовать, что обвиняемый намеревался совершить правонарушение, не беспокоясь о последствиях. Вместе с тем, когда к правонарушению имеют отношение некоторые обстоятельства, обвиняемый должен знать о них, что может быть доказано поведением обвиняемого или другими средствами доказывания.

## Виды уголовных преступлений
- Уголовные преступления против личности в частности включают: насильственные действия и телесные повреждения, вымогательство, преследование, похищение, присвоение различных атрибутов другого лица, убийство, нападение, квалифицированную кражу и т. д.
- Уголовные преступления против собственности в частности включают: поджог, шантаж, кражу со взломом, обман, незаконное присвоение имущества, мошенничество, подлог, хранение краденого, кражу товаров открытой выкладки в магазине, ограбление, вандализм, вторжение, покушение на овладение недвижимостью или движимым имуществом и т. д.
- Уголовные преступления против общественного порядка в частности включают: владение и торговлю наркотиками, незаконную торговлю оружием, игры и пари, бунт, незаконные мятежные скопления людей, терроризм, пиратство, дуэли и драки по сговору, беспутства, вредные воздействия на окружающую среду, преступления сексуального порядка, развратные учреждения, сутенёрство, проституцию, аморальные действия и т. д.
- Уголовные преступления против государства в частности включают: обход налогового законодательства путём злоупотребления льготами, шпионаж, измену, государственную измену и т. д.
- Уголовные преступления против справедливости в частности включают: коррупцию, недонесение о преступлении, препятствование, клятвопреступление, виновное действие и т. д.
- Раскрытые преступления в частности включают: покушение, заговор, сообщничество, подстрекательство, единую цель и т. д.

## Доводы защиты
Доказательства и приемлемые доводы защиты во время уголовного преследования регламентированы common law, а также законом о доказательстве в Канаде.
Когда государство неоспоримо доказывает, что обвиняемый совершил один из пунктов обвинения, приведённых в обвинительном акте, сторона-ответчик может утверждать об обоснованной защите или попросить прощения. Последний вид защиты может послужить крайним средством, когда обстоятельства позволяют обвиняемому оправдать совершение уголовного правонарушения частично или полностью. Так, обвиняемый может получить безусловное или условное прощение от генерал-губернатора в совете. Однако такое случается очень редко.
Между тем как определённые процессуальные средства защиты против иска прямо предусмотрены законом, другие доводы защиты относятся к common law. В определённых случаях защита по common law заменяется на действующие нормы закона (напр.: принуждение, самозащита и чрезмерная интоксикация). Между тем, в случае принуждения Верховный суд Канады признал относящуюся к нему норму закона недействительной, поскольку она нарушила бы статью 7 Канадской хартии прав и свобод, и предоставил, таким образом, больше свободы доводам защиты по common law. Законодательные наложения на common law нарушают Хартию, если они неприемлемы и уменьшают признаки правонарушения.
Для защиты обвиняемого или уменьшения возлагаемой на него ответственности разрешены различные доводы защиты, но определённые доводы могут использоваться лишь в специфических ситуациях. К тому же, чтобы доводы были действительны, ответчик должен быть в состоянии опровергнуть доказательства прокурора, так, чтобы продолжало существовать разумное сомнение. Основанная на фактах защита включает, в частности: автоматизм, опьянение, заблуждение, умственное отклонение, ослабленные умственные способности, принуждение, состояние крайней необходимости, подстрекательство, самозащиту, несовершеннолетие, ложное признание, западня, отсутствие согласия, неприкосновенность и фактическая невозможность. Например, в случае подстрекательства тяжесть пункта обвинения в убийстве может быть уменьшена до неумышленного убийства.
Другие возражения против исковых требований разрабатываются специально согласно ситуациям и приводят, таким образом, к новым доводам защиты на основе common law. Так происходит в случае жестокого обращения, синдрома побитой жены, предменструального синдрома, синдрома выживания в городской среде и т. д.
Кроме основанной на фактах защите, обозначенной выше, существуют доводы, которые в более широком смысле являются просто утверждениями, стремящимися наглядно объяснить, что государство не доказало один из признаков состава преступления. Например, защита, прибегающая к фактической ошибке, утверждает о непонимании обвиняемым определённых фактических признаков, которое помешало возникновению преступного умысла, необходимого для наличия правонарушения. В контексте нападения с целью изнасилования, например, о фактической ошибке обычно говорят, когда утверждается, что обвиняемый не осознавал, что истец не был согласен. Так как преступный умысел нападения с целью изнасилования включает субъективную оценку того факта, что истец не был согласен, то в этом контексте фактическая ошибка является провалом доказательства государства. На практике фактическая ошибка по-прежнему считается доводом защиты. Другой пример похожей защиты — удостоверение личности, когда ответчик утверждает, что государству не удалось доказать личность исполнителя преступления вне всякого разумного сомнения. Существует много других примеров этого вида защиты, но в действительности они образуют лишь группы специфических лакун, часто возникающих в судебном преследовании различных видов преступлений.
Все доводы защиты — будь то защита, основанная на фактах, или в широком смысле — могут основываться на средствах доказывания, полученных государством, или средствах защиты, приведённых ответчиком. Защита может быть начата лишь по разрешению суда присяжных (или судьёй в случае без суда присяжных), когда ответчику удалось дискредитировать доказательства прокурора или убедительно изложить их опровержение. Эта убедительность может основываться на доказательствах, собранных государством, или средствах защиты ответчика. Не требуется, чтобы для защиты обвиняемый свидетельствовал или приводил другие средства доказывания. Если доказательств, представленных прокурором, достаточно, чтобы предположить вероятность представляемого им развития событий, суд присяжных должен решить, применимы ли средства защиты и вызывают ли они разумное сомнение насчёт средств доказывания. Например, в случае нападения человек, вызванный как свидетель в пользу прокурора, может показать, что он видел, как истец ударил обвиняемого первым, и что обвиняемый действовал, таким образом, в состоянии необходимой обороны. В таком случае, даже если все другие очевидцы видели, что первым ударил обвиняемый, суд присяжных должен на основании всех средств доказывания оценить, чем он располагает, и существует ли разумное сомнение в том, что обвиняемый действовал в состоянии необходимой обороны. Дело в том, что люди, вызываемые как свидетели, необязательно были свидетелями всей ситуации и, стало быть, могут лишь обобщать некоторые контекстуальные данные.
В ещё более широком смысле ответчик может иногда приводить средства, способные привести либо к прекращению процессуальных действий, либо к отклонению доказательств. Например, в случае хранения наркотических средств обвиняемый может подчеркнуть, что приказ об обыске и наложении ареста на имущество, по которому полицейские силы вошли в его жилище, был незаконен и что его конституционное право на правовую обеспеченность, стало быть, было нарушено. Если ему удаётся установить это правонарушение, доказательства могут быть отклонены. Следовательно, государство не может доказать приведённые факты и вынуждено, таким образом, объявить о прекращении процессуальных действий. Когда возникает такая ситуация, она не рассматривается как защита, так как обвиняемый должен сформулировать доказательство против государства во время отдельного судебного заседания перед судебным процессом по своему делу. Однако юристы часто ссылаются на эту практику, как на «Защитную хартию».
Другие формы «Защитной хартии» могут привести не только к отклонению доказательства, но и непосредственно к прекращению уголовного дела или процессуальных действий. Например, если обвиняемый не отдан под суд в течение разумного периода времени, судебная процедура должна быть приостановлена из-за задержки на основании параграфов 11(b) и 24(1) Канадской хартии прав и свобод. Между тем прекращение процессуальных действий также может произойти даже за отсутствием правонарушения по Хартии. Например, западня, рассматриваемая как средство защиты, не является ни обоснованной защитой, ни обязательным нарушением Хартии. Между тем, когда доказательство западни успешно сформулировано, преследование считается процедурным злоупотреблением. Для соответствия принципам справедливости (equity) единственными существующими средствами, стало быть, являются либо прекращение уголовного дела, объявленное судьёй, либо прекращение процессуальных действий, инициированное прокурором по делу после его пересмотра. Хотя остальные случаи процедурного злоупотребления происходят в других обстоятельствах, они также могут содержать в себе нарушения Хартии.
В конце концов, незнание закона не освобождает от ответственности. Статья 19 Уголовного кодекса определённо запрещает это средство защиты. Однако в редких случаях незнание закона, отличного от того, на основании которого предъявлено обвинение, может быть средством защиты, если знание этого закона является относящимся к делу элементом, который должен быть доказан в рамках противоправного действия и преступного умысла.

## Исправительная служба Канады
Исправительная служба Канады — орган федерального правительства, в обязанности которого входит управление федеральными исправительными тюрьмами, а также наказанием в виде тюремного заключения. К тому же она отвечает за надзор за правонарушителями, осуждёнными условно или отбывающими наказание в обществе. Персонал службы также отвечает за реабилитацию заключённых, когда они отбывают своё наказание в виде заключения в исправительных тюрьмах.

## Национальная комиссия по условно-досрочному освобождению
«Комиссия — это независимый административный суд, на основании Закона об исправительной системе и предоставлении свободы условно обладающий исключительными полномочиями по предоставлению, отклонению, аннулированию или отмене полусвободного режима отбывания наказания или полного условно-досрочного освобождения. Комиссия может также предписать некоторым заключённым отбывать своё наказание до конца, то есть сохранить им содержание под стражей в течение периода, предусмотренного до официального освобождения. Комиссия также выносит постановления о заключённых, помещённых в исправительные учреждения провинций или территорий, не имеющих своих собственных комиссий по условно-досрочному освобождению. Онтарио и Квебек — единственные провинции, имеющие такие комиссии, которые обладающий полномочиями по предоставлению свободы заключённым, отбывающим наказание в виде тюремного заключения на срок менее двух лет».
С другой стороны, Национальная комиссия по условно-досрочному освобождению — это организация, отвечающая за издание реабилитационных приказов для заключённых, сполна отбывающих своё наказание в виде тюремного заключения, и действующая с соблюдением закона. На основании Закона о реестре судебной регистрации она имеет право требования хранить уголовные дела на этих людей отдельно от других судебных дел.

## Судебные реестры
«В Канаде реестр судебной регистрации не ссылается ни на какое официальное постановление и не определяется ни одним законом». Между тем это официальный носитель информации о приговорах, вынесенных людям судами за нарушение закона или федерального регламентарного акта и подкреплённых пальцевыми отпечатками этих людей. Эти сведения хранятся в банке данных Королевской канадской конной полиции (КККП), Информационном центре канадской полиции (ИЦКП), а также во дворцах правосудия.
Другие реестры позволяют осуществлять контроль над приговорами, в частности, это Национальный реестр преступников, совершивших половые преступления. Канадский реестр огнестрельного оружия служит для регистрации огнестрельного оружия и контроля над ним, когда идёт расследование преступлений.
Однако сведения, содержащиеся в этих реестрах, доступны лишь лицам, надлежащим образом уполномоченным Законом о доступе к информации, а также соответствующими провинциальными законами.
Впрочем, определёнными сведениями из этих реестров пользуются американские власти и такие международные организации, как Интерпол.

## Следственные организации
1. Королевская канадская конная полиция (КККП)
2. Канадские вооружённые силы (КВС)
3. Аналитический центр финансовых операций и деклараций Канады (АЦЕНФИ)
4. Канадская служба разведки и безопасности (КСРБ)
5. Агентство пограничной службы Канады
6. Центр огнестрельного оружия Канады
7. Бюро исправительного следователя
8. Объединённый центр оценки угроз (ОЦОУ)